# Šiš (kuhinja)
Šiš je predmet iz tradicionalne bosanske kuhinje, u kojoj je posuđe uglavnom od bakra, kositreno, pojedino od srebra ili s pozlatom. To je mali ražanj od željeza, namijenjen okretanju ražnjića.